# Centro internazionale di studi gioachimiti
 Il Centro internazionale di studi gioachimiti è un ente culturale che opera dal 1982 con l'intento di divulgare il pensiero teologico e profetico dell'abate Gioacchino da Fiore.

## Storia
L'idea di istituire un ente che si occupasse di seguire gli studi, già secolari, sull'abate florense, comincia a trapelare negli intenti dell'amministrazione comunale, durante gli anni '60, specie quando studiosi europei, recantisi durante gli anni precedenti nella “Città di Gioacchino”, fanno notare come l'alto pensiero gioachimita, non combaci certamente con la realtà del luogo, misero e decadente in quegli anni. La studiosa inglese Marjorie Reeves, recatasi negli anni '50 a San Giovanni in Fiore, analizza pietosamente lo stato in cui versava il paese, e specialmente la culla dell'abate, quell'abbazia florense, più volte rimaneggiata, anche da parte della sovraintendenza per i beni culturali, che versava in condizioni pietose, lontana da quella che avrebbe dovuto essere lo strumento materiale che incarnasse il pensiero dell'abate.  
(M. Reeves, A Sixty – Year Pilgrimage with the Abbot Joachim, in Florensia, 1992, pp. 16-17)
Istituito il 2 dicembre 1982 grazie al patrocinio delle amministrazioni comunali di San Giovanni in Fiore, Luzzi e Celico, alla quale aderirono poi negli anni successivi, consolidandone le funzionalità, la Comunità Montana Silana e l'Amministrazione Provinciale di Cosenza, e riconosciuto nel 1989 dalla Regione Calabria con un'apposita legge ed in seguito anche il Ministero per i Beni e le Attività Culturali riconoscerà, sostenendo le attività che il Centro studi propone nel corso degli anni. Il C.I.S.G. è un ente che ha operato, e opera tuttora in Italia, Europa e America del Nord, nella diffusione del pensiero Gioachimita. L'abate forense, è infatti, oggi, insieme a san Francesco d’Assisi e a Dante Alighieri, l'autore italiano più studiato all'estero, per quel che riguarda le regioni dell'Europa e dell'America del Nord.
Ad operare nella sua edificazione istituzione, hanno contribuito alcuni studiosi italiani di formazione cattolica, quali Antonio Crocco, Francesco Russo, Giovanni di Napoli e Raoul Manselli, che fu il primo direttore del Centro. Anche alcuni studiosi operanti negli anni successivi hanno contribuito alla diffusione e alla conoscenza del centro studi in tutta Italia. Certamente, la figura che maggiormente ha dato impulso e valore al centro studi, è stata, però, il professore Salvatore Oliverio, decano del centro studi, nonché Presidente per più di un ventennio.
Fra i più importanti lavori portati avanti dal centro studi, vi è certamente l'aver ripreso e divulgato la tradizione manoscritta delle opere di Gioacchino, attraverso la rimodulazione e rifacimento attraverso ristampe, di tutte le opere dell'abate calabrese, in una sorta di opera omnia. Questo è stato reso possibile grazie alla collaborazione fra il centro studi e alcuni studiosi, in particolare tedeschi, eredi dello storico Herbert Grundmann oltre che della storica inglese Marjorie Reeves. La prima opera realizzata dal centro studi, fu quella di riprodurre in fac-simile la più antica raccolta di manoscritti di Gioacchino, costituita dal codice 322 della Biblioteca antoniana di Padova.

## Il Centro oggi

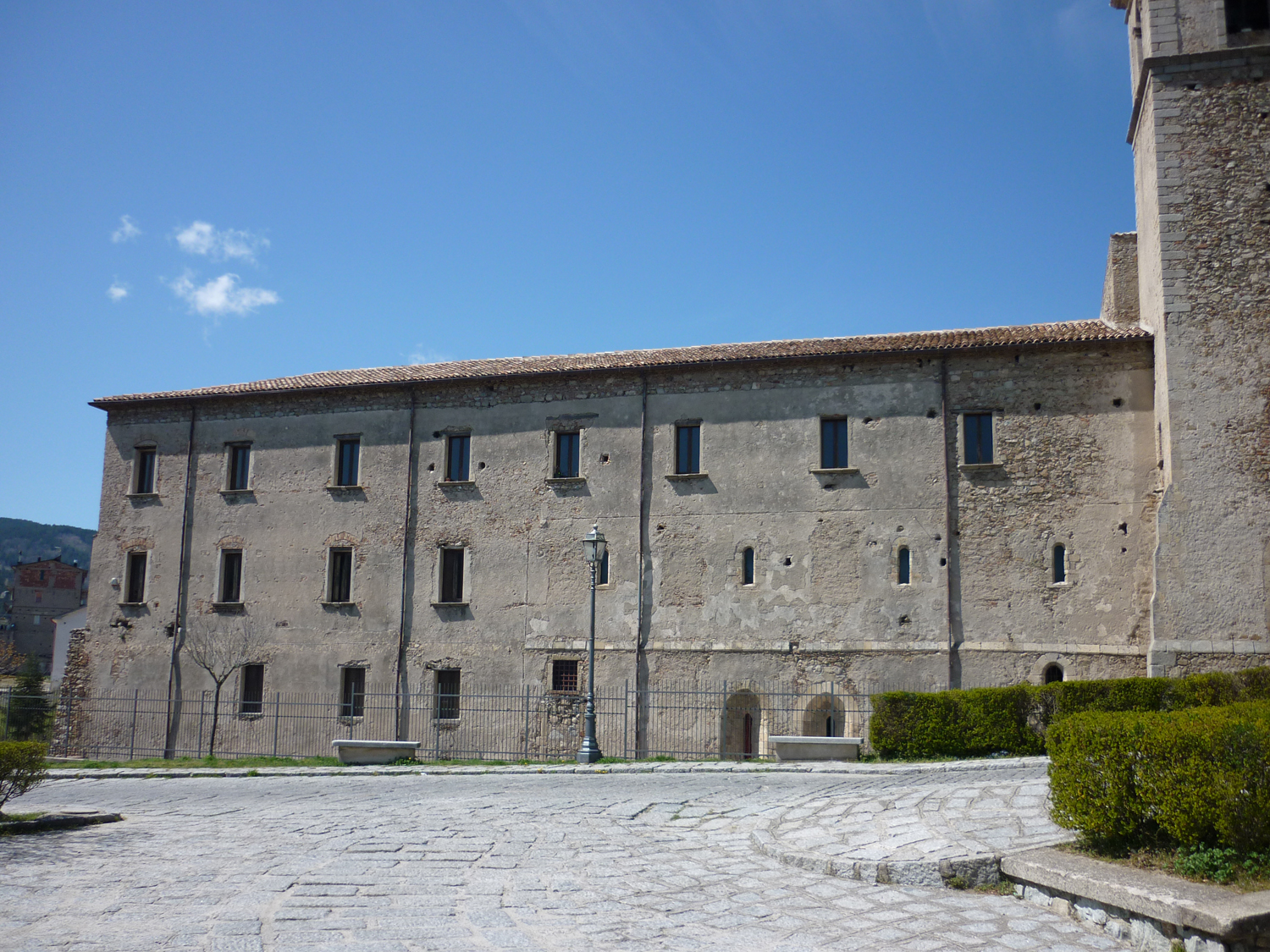
Il C.I.S.G. posto all'ultimo piano dell'ala orientale dell'abbazia

Dal 2009 il Centro è presieduto dal professor Giuseppe Riccardo Succurro, direttore della Scuola di Formazione Gioachimita ed impegnato in una straordinaria opera di divulgazione del pensiero e delle opere dell'Abate di Fiore.
Il Comitato scientifico del Centro, composto da studiosi italiani ed europei, è diretto dal prof Gian Luca Potestà, ordinario di Storia del cristianesimo all'Università Cattolica di Milano. Il professor Marco Rainini, docente di Storia della Chiesa all'Università Cattolica di Milano, è il curatore della collana "Opere di Gioacchino da Fiore - Testi e strumenti" edita dalla Casa Editrice Viella.
Nella sua pluridecennale attività, l'Ente si è fatto strada lungo i percorsi culturali nazionali ed internazionali, che studiano i grandi personaggi medievali. Oggi è sicuramente considerato il fiore all'occhiello della città di San Giovanni in Fiore, sia per quel che esso rappresenta che per l'aver portato a conoscere la città oltre i confini nazionali. Il Centro oggi lavora non solo nella conoscenza e nulla divulgazione del pensiero gioachimita si propone di raccogliere tutte le opere di Gioacchino da Fiore e le opere che parlano dell'abate, sperse su tutto il territorio europeo. Inoltre il Centro pubblica, con uscita annuale, una rivista internazionale intitolata Florensia. Nel corso degli anni il Centro si è anche prodigato in attività di pubblicazione. Sono stati pubblicati gli atti dei congressi quinquennali svolti in città, ma l'Ente ha pubblicato opere proprie (alcune non in commercio), ed opuscoli informativi, sempre con l'intento di diffondere il pensiero gioachimita. Sono nati in questo senso anche dei piccoli volumi illustrati e volumi di prima lettura, per una conoscenza iniziale di Gioacchino da Fiore, offerti nelle varie scuole della città, concepiti per essere facilmente assimilati dai ragazzi delle scuole medie ed elementari. Il Centro internazionale di studi gioachimiti è ubicato al secondo piano dell'ala orientale del complesso abbaziale.

## Congressi
- I: 19/23 settembre 1979
- II: 6/9 settembre 1984
- III: 17/21 settembre 1989
- IV: 14/17 settembre 1994
- V: 16/21 settembre 1999
- VI: 23/25 settembre 2004
- VII: 24/26 settembre 2009[3]
- VIII: 18/20 settembre 2014[4]
- IX: 19/21 settembre 2019
- X: 19/21 settembre 2024[5]